# Jean-Luc Sassus
Jean-Luc Sassus, född 4 oktober 1962 i Tarbes, död 22 maj 2015 i Toulouse, var en fransk fotbollsspelare som spelade för Toulouse FC, AS Cannes, Paris Saint-Germain FC, Olympique Lyonnais och AS Saint-Étienne.
I det franska landslaget spelade Sassus en match år 1992. År 1994 vann han det franska mästerskapet med PSG.